# Тандорф
Тандорф (нім. Thandorf) — громада в Німеччині, розташована в землі Мекленбург-Передня Померанія. Входить до складу району Північно-Західний Мекленбург. Складова частина об'єднання громад Рена.
Площа — 9,08 км2. Населення становить 183 ос. (станом на 31 грудня 2020).